# Planta ruderal

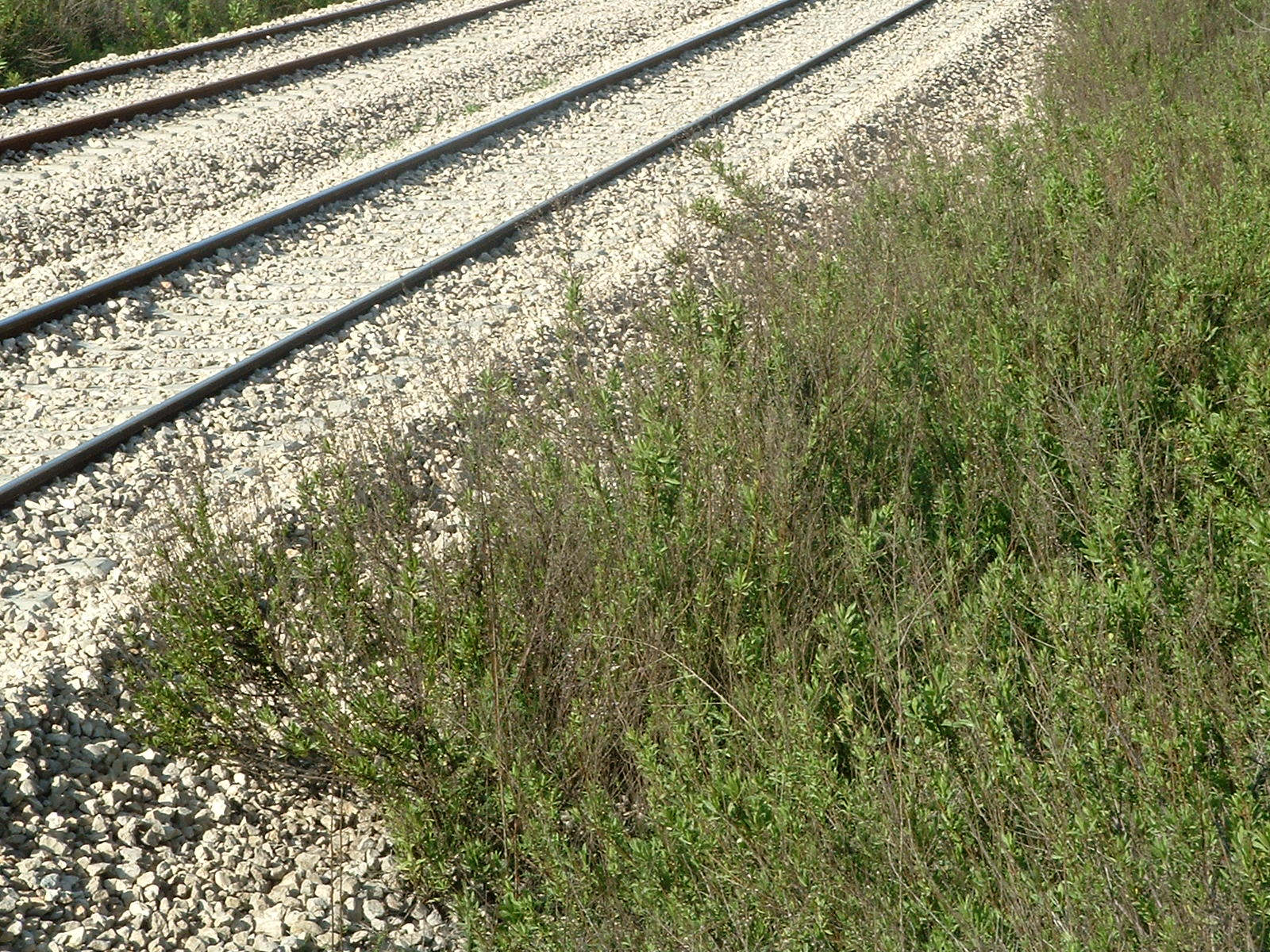
Comunidad monoespecífica de olivarda creciendo sobre la gravilla cerca de la estación de tren de Petah Tikva–Sgula, Israel.

El término de planta ruderal proviene del latín ruderis, que significa escombro y se aplica a aquellas plantas que se caracterizan especialmente por su capacidad de desarrollarse en lugares muy pobres, desfavorables o devastados a nivel botánico. Son plantas, generalmente de pequeño tamaño que suelen aparecer en hábitats muy alterados por la acción del ser humano, como, por ejemplo: bordes de caminos, campos de cultivo abandonados o zonas urbanas.

## Teorización de la ruderalidad
Las estrategias de vida de las plantas ruderales fueron descritas por el ecólogo John Philip Grime en 1974 como parte de su teoría CSR. En ella teoriza que las plantas responden a diferentes factores ambientales de manera que pueden ser clasificadas en tres tipos: Competidoras (C), Resistentes al estrés (S, stress-resistant en inglés) o Ruderales (R). Las plantas ruderales, según esta clasificación, tienen pequeño tamaño, escasa ramificación, ciclos de vida cortos, crecimiento rápido y fuerte potencial reproductivo. Es por ello que su distribución geográfica suele ser amplia. Se trata de plantas anuales o bi-anuales. 
El carácter ruderal o ruderalidad de una especie puede ser cuantificada, y se define como "la capacidad de prosperar en lugares donde existen perturbaciones debido a la destrucción parcial o total de la biomasa vegetal".
La flora ruderal y la actividad humana.
La flora ruderal y la actividad humana van de la mano desde siempre y además de forma íntima, transportando en algunos casos, ya sea de forma intencionada o accidental, estas plantas allá por donde va.
Y cuando no es el protagonista, entran en acción la fauna, escorrentías de agua y el viento como protagonismo en la dispersión de estas semillas o trozos de plantas, que arraigan allá donde encuentran un mínimo lugar y espacio vital. Su colonización es imparable.
En definitiva, las plantas ruderales son en sí competidoras y resistentes al estrés tanto térmico como hídrico, capacidades ideales para prosperar en lugares adversos.
Hay quien las define como plantas espontáneas u oportunistas, plantas salvajes y que surgen sin ayuda especial, sin voluntad o mediación directa del ser humano. Son inesperadas y la mayoría de ellas autóctonas.
Pero no deben ser catalogadas fácilmente como malas hierbas. Estas, en espacios compatibles con el ser humano, tienen muchos efectos beneficiosos para el medioambiente, como por ejemplo el atraer a insectos polinizadores, ayudan a conservar la biodiversidad, a restaurar ecosistemas alterados, frenar la erosión.

## Ejemplos de plantas ruderales
- Amaranthus palmeri
- Chelidonium majus
- Datura stramonium
- Daucus carota
- Euphorbia prostrata
- Nicotiana glauca (generalmente tiende a crecer en techos)
- Reseda luteola
- Sisymbrium officinale
- Sonchus oleraceus
- Taraxacum officinale